# L'Asile
L'Asile (em crioulo haitiano:  Lazil) é uma comuna do Haiti, situada no departamento do Nippes e no arrondissement de Anse-à-Veau. De acordo com o censo de 2003, sua população total é de 30 240 habitantes.